# Hyponephele pseudomussitans
Hyponephele pseudomussitans är en fjärilsart som beskrevs av Colin W. Wyatt och Keiichi Omoto 1966. Hyponephele pseudomussitans ingår i släktet Hyponephele och familjen praktfjärilar. Inga underarter finns listade i Catalogue of Life.